# Eudolius de Toul
Endolius, Endulus ou Endulanus de Toul († c.640) est le quatorzième évêque de Toul.

## Biographie

### Donations
L'évêque Eudolius succéda à Antimonde, peut-être vers 602. Il était lui-même natif de Toul. Très estimé des rois d'Austrasie, il procura divers fond et terre à son diocèse comme l'Abbaye Saint Pient à Moyenvic. Symphorien Champier rapporte que, sous son épiscopat, une riche, noble et pieuse dame nommée Praetoria donna vers 604 à l'Église de Toul les dîmes de Saint Maximin, les villages entiers de Villey-Saint-Etienne, de Villey-le-sec, de Bicqueley, d'Andilly, de Lucey et de Bruley, donation confirmée par une charte de Thibert II, roi d'Austrasie.  

### Guerre civile de Bourgogne-Austrasie (612)
Lorsqu'Endulus gouvernait son diocèse, Thierry II, roi de Bourgogne, voulant arracher des mains de son frère Thibert II la province d'Alsace dont celui-ci s'était emparé en dépit du partage de Childebert II leur père, assembla à Langres au mois de mai de l'année 612 une armée nombreuse tirée de toutes les parties de son royaume ; il la fit avancer par Andelot en suivant la voie romaine qui conduisait à Nasium, réduisit cette dernière forteresse qui dépendait du royaume d'Austrasie et marcha sur Toul. Là, Theodebert II vint à sa rencontre et la bataille s'engagea dans une plaine appelée Champagne. L'armée de Thierry tailla en pièces celle de son frère ; celui-ci prit la fuite, traversa le territoire de Metz, et gagna Cologne. Thierry le poursuivit, l'atteignit à Tolbiac déjà célèbre par la victoire de Clovis, lui livra un nouveau combat et acheva d'anéantir son armée. 
La date de sa mort est inconnue, mais il est vraisemblablement l'individu richement inhumé dans l'église de l'abbaye Saint-Èvre, retrouvé par des fouilles en mai 1974 : On y a retrouvé une fibule à décors en pâte de verre, un anneau sigillaire en argent et des éperons damasquiné de sa possession. Son successeur fut l'évêque Teudefrid.